# 殲轟-7
歼轰-7（JH-7），又名“飞豹”、“FBC-1”，北約代号：比目鱼（Flounder），是由中国西安飞机工业集团與603研究所合作设计制造的一款战斗轰炸机，其主要設計用以进行战役纵深攻击以及海上和地面目标攻击，可進行超音速飛行。該戰機於1973年開始研發，至1988年首次試飛，在1998年珠海航展上首次公開，其改良型殲轟-7A則在2004年公布。不過由於戰鬥轟炸機不符合現代空戰需求，出任務風險也變高，殲轟-7的定位已經逐漸向汰換方向前進。

## 研制历史
1973年，中国军方提出了轰-5前线轰炸机的换代计划——研制新型的超音速歼击轰炸机，具有良好的飞行性能、在现代防空兵器对抗下有较强的战场生存能力、在战术战役纵深内完成轰炸任务，达到当时欧洲龍捲風式战斗轰炸机的性能，不仅要能投掷常规航空炸弹，还要能发射制导武器与战术核武器。1976年，中国军方提出了具体性能要求。为此，西安的603所提出了轰七计划、沈阳的601所提出了歼轰八计划、南昌飞机制造厂提出了强六计划。其后，601所的歼八II研制进展缓慢，歼轰八未上马；强六计划由于配套的电传飞控系统、轰炸制导雷达、地形比對雷达、惯导、变后掠翼、大推力发动机都是新研制的技术，飞机各系统超重严重，最终强六项目于1989年下马。
603所的轰七计划于1983年开始设计。为双发、双座、具有低空超低空贴地飞行进入目标区实施轰炸、可以携带空空导弹自卫。气动外形为后掠上单翼、单垂尾、全动水平尾翼的常规布局。使用国产HYT-4弹射座椅，可以在0-20000米高度，0-1000千米时速范围内安全使用。装备232H型多用途脉冲多普勒雷达，对空探测距离75千米，对海探测距离175千米。發動機為渦扇-9（英國斯貝發動機的授權生產版本）。
歼轰七首架原型机于1988年8月出厂，1988年12月14日首飞，1989年11月17日首次超音速飞行。共制造了五架试验样机。其中082号于1994年坠毁, 085号于1996年8月12日坠毁。第一批量产型于1994年出厂，装备了海军航空兵第6师16团。

## 飛豹型號

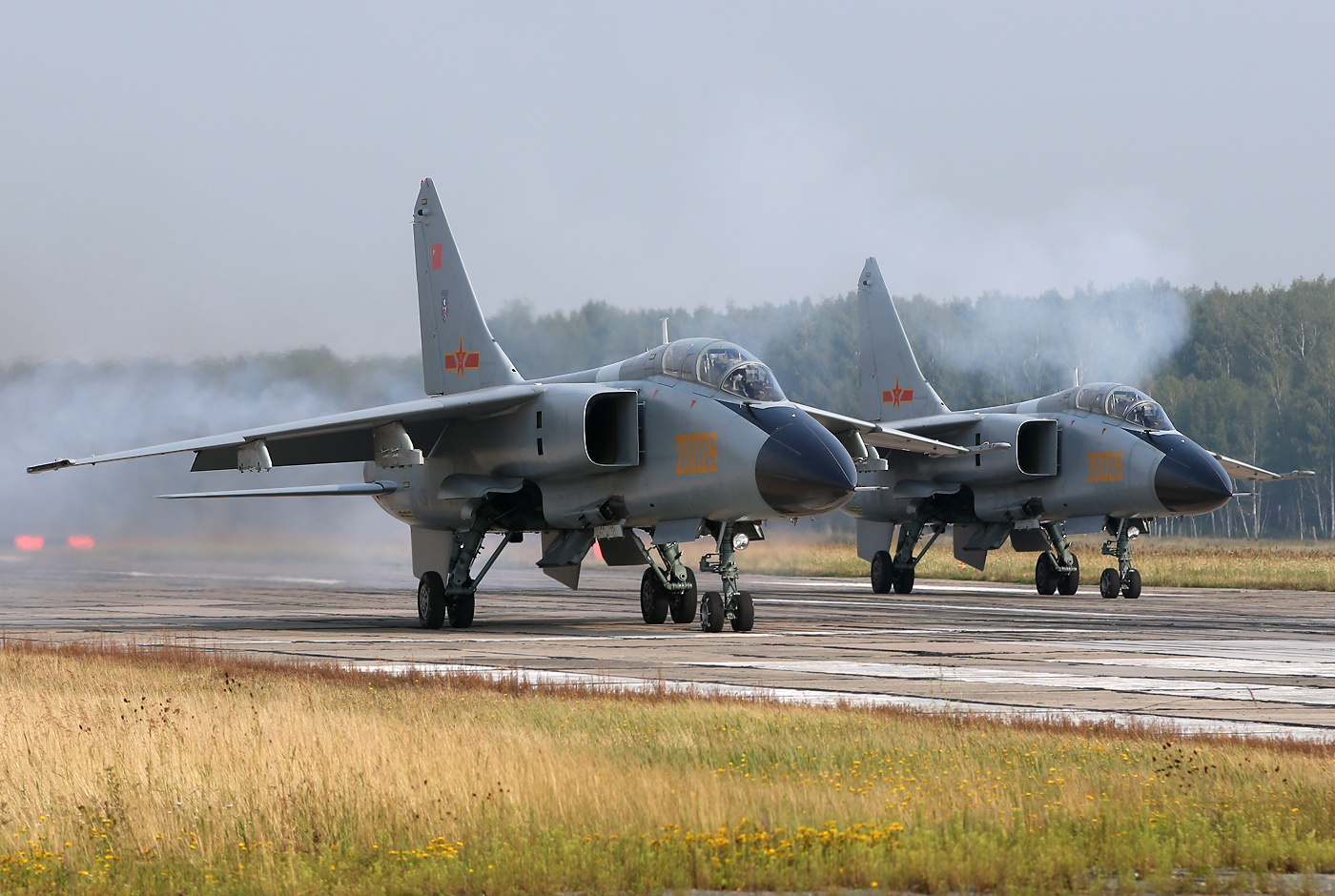
两架JH-7A在車里雅賓斯克空军基地参与演习

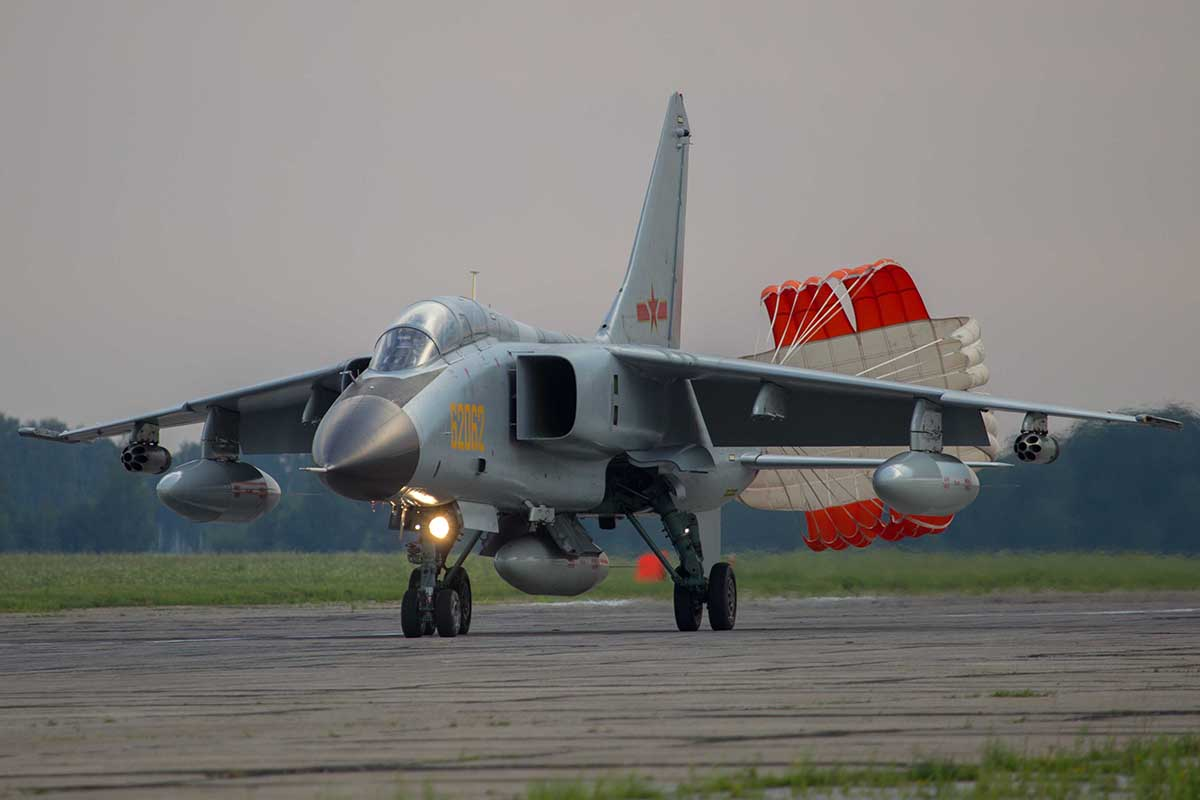
JH-7A

### JH-7
初期量產型

### JH-7A
由于飞豹在空军内的型号为JH7（歼轰7）所以有人认为这种改型机的型号应该是歼轰-7A（JH7A）。據信殲轟-7A采用了新型JL-10A脉冲多普勒雷达，具備了較好的對地探測與攻擊能力。1999年603所正式承擔殲轟-7A“重點型號”研制任務，2000年唐長紅就任該重點型號總設計師。
603所針對部隊提出的303條更改意見，對殲轟-7A改進型機進行了全面更新設計。603所決定將CAD軟體應用到殲轟-7A的設計上，率先起用全機三維數位化設計、電子預裝配的無紙設計。殲轟-7A使用雙總線、雙裕度、集中控制、綜合顯示與“一平兩下”顯示系統布局。前後座均有飛機操縱、發動機操縱設備以及配套設置任務操縱按鈕。表盤、電門布局進行優化安排，布置合理。風擋改為單曲度、22毫米厚的無框架有機玻璃整體風擋，與水平線夾角近29度。為改進視野，前座靠背降低30毫米，後座安裝底座提高30毫米。 歼轰-7A于2002年7月1日首飞。2004年10月开始装备航空兵部队。
从2004年起在中国的主要军事论坛上出现了飞豹改进型的照片，从外观上来看主要是换用了整体式前风挡，去除了机翼上的翼刀（但锯齿依旧保留），似乎换装了新式雷达和座舱系统，此外还换涂了低可见度涂装。在2005年，有官方背景的《国际展望》杂志在封面刊登了这种改型机的大幅照片，从某种意义上来说承认了改良型飞机的服役。
目前有六个团改装了歼轰-7A：海航5师14团、海航9师27团、海航6师18团、空5师14团、空11师31团、空28师82团。
2013年7月27日，中俄「和平使命-2013」演习，空軍出動5架殲轟-7A飛機至車里雅賓斯克，實施中俄聯合軍演。
2013年12月13日徐光裕少將表示,殲轟7A上國產航母的可能性是完全存在的。在技術條件上，這也能實現，因為殲轟-7A的重量，目前來說才30噸，航母可以接手它。關鍵是起飛的方式上，將來的國產航母不會再是滑躍式起飛，很可能是彈射式的，彈射式最大的優點就是能夠承受更重型的飛機，除了殲轟7A外，甚至是中型的預警機都能夠彈射。

### JH-7B
2013年12月24日歼轰-7B：据相关消息称，歼轰-7B战斗轰炸机早在去年8月就已经进行了首飞，目前有2架原型机在执行试飞任务。从歼轰-7B的照片上来看，其机身前半部分明显为全新设计，推测是重构了前机身内部空间以利于新的机载设备的安装;同时，歼轰-7B的脊背和主起落架前方有2块全新设计的天线，在驾驶舱左前方安装有伸缩式受油管，这一切的改进都非常符合年初《中国航空报》对一飞院某型飞机的描述：电传飞控系统、加装某装置、挂载超大型外挂物等多项关键技术，并具有优越性能的战机。
但最终该项目因为新增电子设备成本上升太高，飞行气动性能并没有根本改善，同时歼-16量产等因素而被决定下马，没有进入量产。

### JH-7AII
2014年5月29日在後期生產的殲轟-7型號中採用了更先進的雷達，可以提供更遠的探測距離，反艦導彈也採用射程更遠的型號，同時考慮到宙斯盾艦具備強大的防空能力，單純使用反艦飛彈對其進行攻擊可能難以達到滿意的效果，中國還將部分殲轟-7改裝為電子戰型攻擊機，裝備電子干扰篋艙和反輻射導彈，從而形成對宙斯盾艦的硬、軟綜合壓制能力，大大提高中國海航對於敵現代水面艦艇編隊的攻擊能力。此外，近日沈空航空兵某師組織整建制實兵實裝拉動演練，一架飛豹戰鬥轟炸機掛載了一枚新型的導彈，從外觀上判斷很像最新曝光的鷹擊-91導彈。 “俄羅斯之聲”廣播電台曾在2012年報導，上世紀90年代俄羅斯向中國出口KH-31P反輻射飛彈。此後不久，中國引進技術，開始許可生產這種導彈，並命名為“鷹擊-91”。

### FBC-1
外贸版

## 使用單位
中华人民共和国
- 中國人民解放軍海軍航空兵
  - 東海艦隊
    - 海軍航空兵第6師两个团
      - 第16團（大场）
      - 第18團（义乌）

  - 南海艦隊
    - 海軍航空兵第9師
      - 第27團（殲轟7A）

  - 北海艦隊
    - 海軍航空兵第7師（训练任务）
    - 海軍航空兵第5師第14團（殲轟7）

- 中國人民解放軍空軍
  - 南京軍區

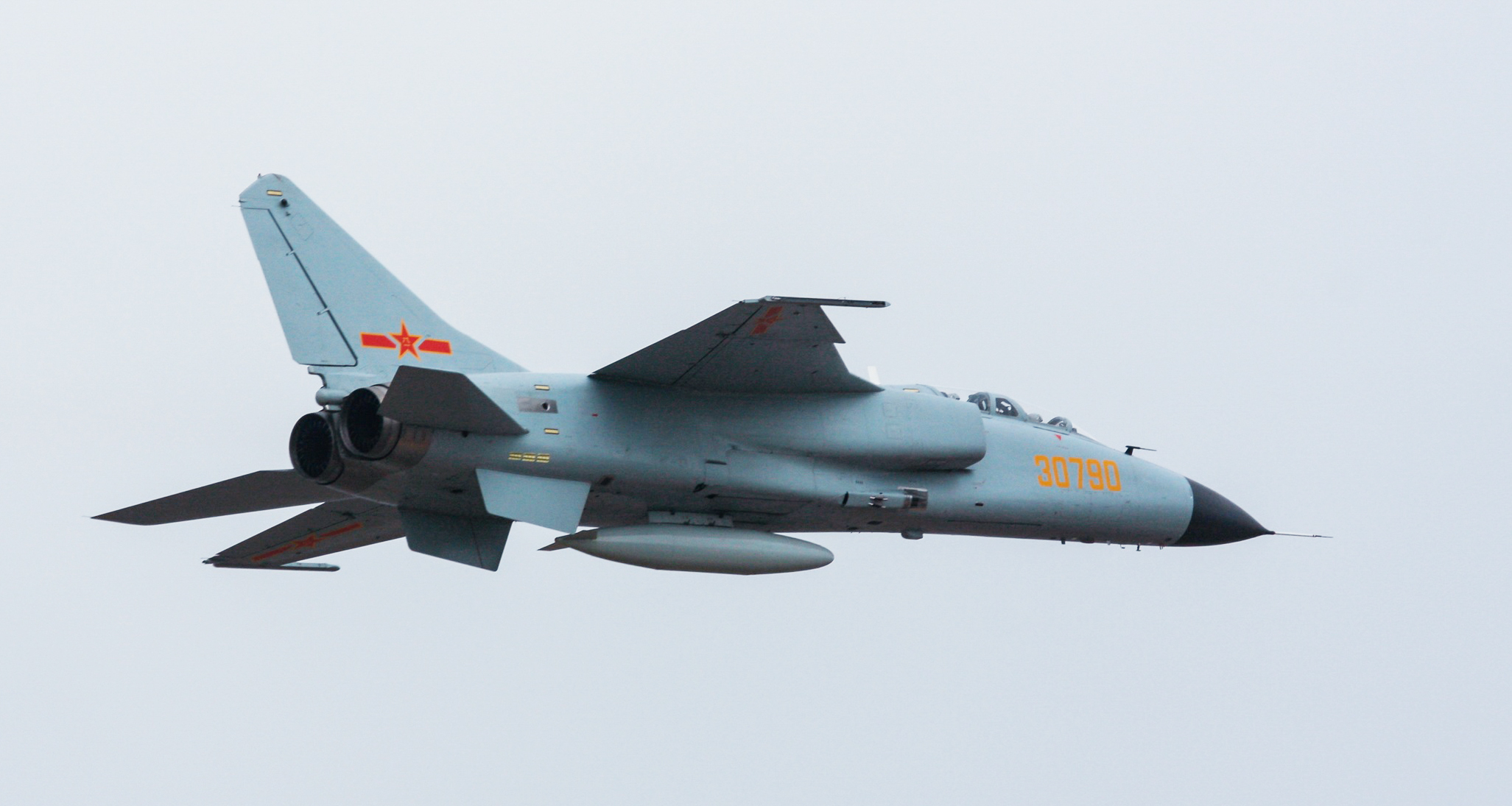
编号30790的歼轰-7A战机，隶属于空28师

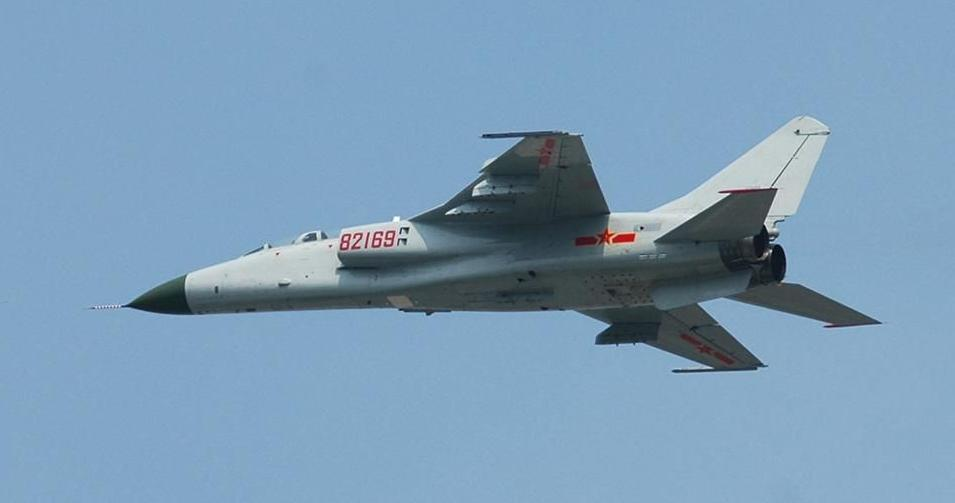
海航殲轟-7

    - 第28航空師两个团(空83旅、空84旅)

  - 济南軍區
    - 第5航空師(15旅)

  - 沈阳軍區
    - 第11航空師(空31旅、空33旅)

  - 兰州军区
    - 第109航空旅

目前外界已知換裝殲轟七系列的單位有9个航空团，一共装备216架。(另海航5個團 120架殲轟-7A)

## 事故与空难记录
- 1991年7月8日，在閻良測試的殲轟七原型機在實施飛行測試時在空中突然大量漏油，測試飛行員盧軍在操作得當的處置下在燃油剩不到30公升的狀態下安全降落。
- 1994年4月4日，082号原型机在當天試飛時墜毀，測試飛行員殉職。
- 1996年，上海大场，海航6师16团一架JH7坠毁。
- 1996年8月12日，辽宁兴城，085号原型机在机场降落失败，试飞员杨晓彬（39岁）和领航员唐纯文（45岁）牺牲。
- 2009年7月18日，一架歼轰-7A在参加中俄“和平使命-2009”联合演习前在执行对地攻击任务时坠毁。两名飞行员牺牲。
- 2010年4月15日，浙江宁海，一架JH7坠毁，海航6师18团团长穆华及河南籍海军一级飞行员赖朝阳牺牲。
- 2011年10月14日上午，陕西蒲城，2011中国国际通用航空大会，试飞院814号JH7A原型机在飞行表演时坠毁[12]。两名飞行员仅有后舱飞行员在触地前一刻弹射救生成功，前舱飞行员余锦旺未弹射牺牲。
- 2011年11月7日17时40分许，浙江丽水，海军第十八飞行团（驻义乌）的一架飞豹战机坠毁于缙云县独山农场的壶镇前路乡南弄村附近，两名飞行员罹难。前座为海航6师的师长叶斌，后座是大队领航副主任海军一级领航员明健少校（31岁）。
- 2014年6月5日22时37分，海军东海舰队航空兵6师18团的一架飞豹战机，在进行夜间训练时坠毁于浙江义乌南部山区[13]，两位飞行员牺牲，前座为25岁的飞行员华鹏海军上尉，后座为33岁的正营职领航长赵鹏海军少校[14]
- 2014年12月22日15时，装备秦岭发动机的国防工业部门飞豹战机在进行交付部队前的试飞时坠毁于渭南沙王大桥，试飞员卢志永、温智平牺牲，其中卢志永为中国首批歼-15舰载机试飞员之一，曾成功在辽宁号航母上着舰。
- 2016年10月22日，一架航空兵某师的歼轰7A战斗轰炸机在广西柳州坠毁。[15]
- 2019年3月12日2019年中國海軍戰機海南墜毀事故，一架殲轟7A於海南樂東縣失事墜毀，2名飛行員为了躲避民房，未能及时跳伞牺牲。[16]
- 2019年5月18日上午7時17分，一架殲轟-7A在山東威海高村鎮墜毀，兩名飛行員跳傘逃生。[17]

## 参数
- 机长：22.325m
- 机高：6.575m
- 翼展：12.705m
- 動力：2具渦扇九型（秦嶺）渦輪扇發動機（英國Spey Mk202發動機授權生產型），附後燃器
  - 最大軍用推力：單具54.29仟牛頓（12,250磅），共24,500磅
  - 最大後燃推力：單具91.26仟牛頓（20,515磅），共41,000磅
- 最大外挂重量：9,000公斤
- 最大起飞重量：28,475kg
- 雷達：232H雷達（原型機、先導量產型），JL-10A神鷹雷達（量產型）

性能数据
- 最大飞行速度：1.75馬赫（1808公里/小時或1122節）
- 实用升限：15,200m
- 转场航程：3,650km
- 作戰半徑：1,600km

武器
挂架数：7/歼轰-7A增至10
- 23mm双管航炮，备弹300发
- 航空火箭巢：57mmHF—7C/D型、90mmHF—9型、130mmHF—14型
- 对空武器：PL-5、PL-8、PL-12
- 对地武器：YJ—91型反辐射导弹；500KG激光制导航弹；YJ—8K、YJ—81K、YJ—82K、YJ—83K系列、Kh-41型反舰导弹；50—500公斤低阻常规航弹、反跑道航弹、反坦克子母航弹、子母弹箱